# Ulf Huppert
Ulf Huppert (* 12. März 1943 in St. Ingbert; † 9. September 2019) war ein deutscher Politiker (FDP/DPS). Er war von 2008 bis 2009 kommissarischer Direktor des Regionalverbands Saarbrücken.

## Leben
Huppert studierte Rechtswissenschaften und war zunächst als Richter am Landgericht Saarbrücken, später als Rechtsanwalt tätig. Als Dozent an der Saarländischen Verwaltungsschule unterrichtete er Kommunalrecht, seit 1996 hält er Fortbildungsseminare für die Rechtsanwaltskammern Saarbrücken, Zweibrücken und Koblenz.

## Politik
Der FDP gehörte er seit 1964 an. Von 1977 bis 1982 war Huppert Erster Beigeordneter und anschließend bis 1992 Bürgermeister der Stadt Sulzbach. Er trat im September 1998 bei der ersten Direktwahl zum Präsidenten des Stadtverbands Saarbrücken (seit 2008: Regionalverbandsdirektor) an und erreichte 5,1 Prozent der Stimmen. Nach dem Rücktritt von Stadtverbandspräsident Michael Burkert wurde Huppert im November 2007 vom Stadtverbandstag zu dessen Übergangsnachfolger bestimmt. Er übte das Amt vom 1. Januar 2008 bis zur Einführung des neugewählten Peter Gillo (SPD) am 10. August 2009 aus.
Bei der Bildung des schwarz-gelb-grünen Kabinetts Müller III war Huppert 2009 als Gesundheitsminister im Gespräch. Nach dem Rücktritt des saarländischen FDP-Vorsitzenden Christoph Hartmann im November 2010 wurde Huppert als dessen Nachfolger gehandelt.